# 古巴宪法
《古巴共和国宪法》（西班牙語：Constitución de la República de Cuba）是古巴共和国的宪法，是古巴具有最高法律效力的法律文件，其规定了古巴共和国是“主权独立的社会主义国家，是一个民主、统一的共和国，由全体劳动者组成，谋求政治自由、社会公正、个人和集体利益及人民团结”。古巴宪法是古巴一切制度的基础，古巴宪法创制了全国政权机关（同时也是古巴的立法机关）全国人民政权代表大会，创制了古巴的行政机关古巴国务委员会（2019年修宪之前是古巴共和国最高行政机关），并创制了古巴的审判机关最高人民法院。
古巴宪法还赋予公民以武力方式保卫宪法的权利，其第一章第一部分第一条规定：“公民有权采取一切手段，包括在其他手段无法行之有效的情况下，采取武装斗争的方式，反对任何企图推翻宪法所规定的政治、社会和经济秩序的人。”
自赢得独立以来，古巴有过几部宪法。古巴革命以来的第一部宪法于1976年起草，此后进行了修订。2018年，古巴开始对其宪法进行重大修订。 现行宪法于2019年颁布。

## 2019年宪法
2018年7月14日，古巴共产党工作组起草了新宪法文本，然后将其提交给由党第一书记劳尔·卡斯特罗领导的全国人民政权代表大会常务委员会，以评估、完善并将新宪法草案提交全国人民政权代表大会全体会议。这些改革被视为古巴政府现代化改革尝试的一部分。宪法草案包含87条新条款，总数从137条增加到229条。改革内容如下：
- 社会主义公有制下私有财产的承认。
- 设立古巴共和国主席和恢复总理的职位，将其作为取代国务委员会主席职权和部长会议主席职权的新职位。
- 古巴国务委员会主席变更职权由全国人民政权代表大会主席兼任。
- 增设新的市人民议会议长职位中增设人民市长职位。地方市人民政权代表大会主席的职衔改为市长。
- 规定国家主席任命的省长和副省长须得到当地党委和市政府的批准。
- 对气候变化及其威胁的认识。
- 成立由市领导组成的省级人民委员会。
- 对主席设立两个连续五年任期的限制。
- 将婚姻定义为“一种社会和法律制度”和“一种家庭组织形式”（以前包括同性婚姻合法化）。
- 将市议会代表的任期延长至五年。
- 禁止基于性别、种族、民族血统、性取向、性别认同或残疾的歧视。
- 恢复司法系统中的无罪推定制度，该制度最后一次规定是在1940年宪法中。

2018年12月12日至13日，古巴共产党中央委员会第八次全体会议讨论了新宪法。会议上，全国人民政权代表大会委托的一个小组起草了拟议宪法的修正案。 2019年2月24日，新宪法获得90.15%的选民批准，投票率为 84%。新宪法于2019年4月10日如期公布，新宪法公布后并予以通过。 